# 배움의 천리길
배움의 천리길은 김일성이 1921년 중국 바다오거우(팔도구)에서 만경대 칠골로 걸어서 유학온 길이다. 북한의 김일성 우상화의 일환이다.
1923년 3월 16일에 바다오거우에서 출발하여 1923년 3월 23일에 만경대에 도착했다고 알려져 있다. 두 곳의 실제 거리는 1120리(약 440km)인데, 그 중 실제로 걸은 거리는 약 840리(약 330km)이고 나머지 280리(110km)는 개천에서 신안주를 거쳐, 평양으로 가는 구간이었는데 이 구간에선 기차를 탔다고 한다.

## 어원
김일성이 걸었다는 길은 1120리이지만 그 길의 이름을 부르기 편리하게 천리길이라고 명명한 것이다.

## 길의 구성
- 1일차(3/16) : 바다오거우-포평-하산령-월탄리
- 2일차(3/17) : 월탄리-오가산령-화평-흑수-직령
- 3일차(3/18) :
- 4일차(3/19) : -강계
- 5일차(3/20) : 강계
- 6일차(3/21) : 강계-

성간-전천-고인-명문고개-청운-희천-향산
- 7일차(3/22)
- 8일차(3/23)
- 9일차(3/24)
- 10일차(3/25)
- 11일차(3/26)
- 12일차(3/27)
- 13일차(3/28) : -구장-개천
- 14일차(3/29) : 개천-신안주-숙천-순안-평양(기차 구간)-만경대

### 도시 및 마을
- 바다오거우(팔도구)
- 포평
- 월탄리
- 화평
- 강계
- 희천
- 향산
- 구장
- 신안주
- 숙천
- 순안
- 평양
- 만경대

### 고개
- 하산령
- 오가산령
- 직령
- 명문고개

### 강
- 압록강
- 장자강
- 청천강